# Napastnik

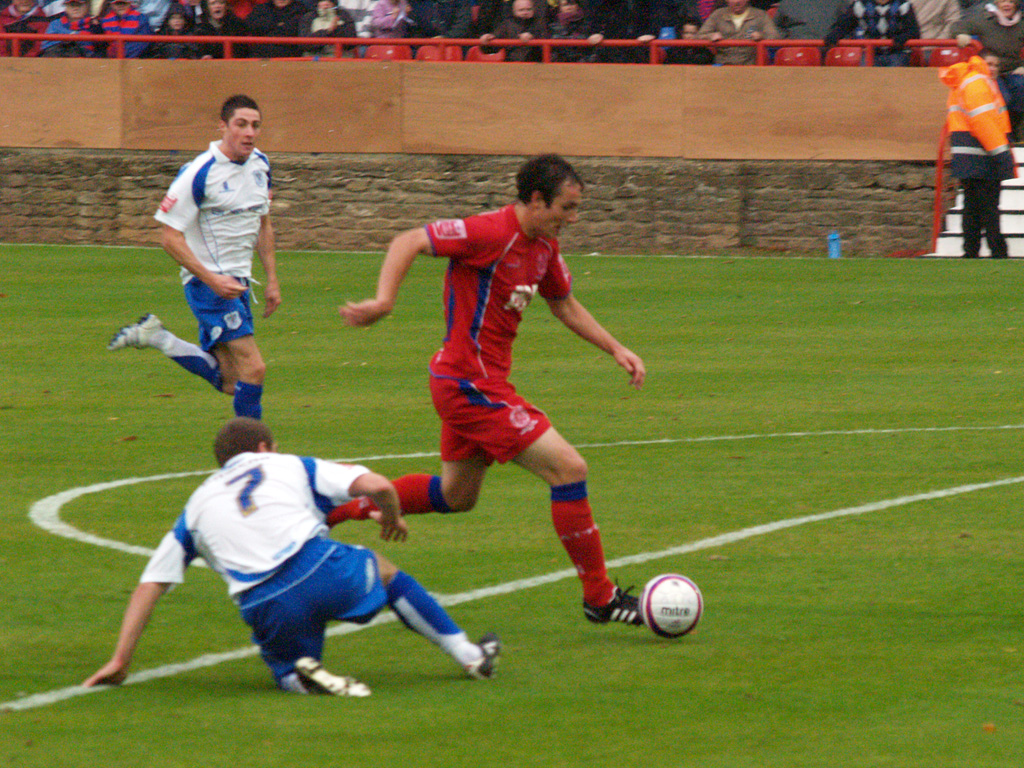
Napastnik (w czerwonej koszulce) wbiegający w pole karne przeciwnika

Napastnik, atakujący (ang. striker lub forward, hiszp. delantero) – zawodnik w piłce nożnej, który gra na pozycji najbliższej do przeciwnej bramki i dlatego w drużynie to on jest głównie odpowiedzialny za zdobywanie bramek.
Wyróżnia się trzy typy napastników:
- środkowy napastnik, „szpica” – CF (ang. central forward),
- cofnięty/drugi napastnik – SS (ang. second striker), czasami zaliczany i do napastników, i do pomocników.
- prawy lub lewy napastnik, skrzydłowy (ang. winger), często dośrodkowuje piłkę w pole karne, czasami zaliczany do pomocników.

Środkowy napastnik znany jest również jako klasyczna "dziewiątka". To zawodnicy odpowiedzialni bezpośrednio za strzelanie bramek, a także przytrzymywanie piłki i odciąganie uwagi obrońców. Cofnięty/drugi napastnik z kolei powinien wspierać dziewiątkę oraz wbiegać dynamicznie w pole karne. Rola skrzydłowego w piłce nożnej polega z kolei na dośrodkowaniu piłki w pole karne lub przedryblowaniu obrońcy i dograniu piłki.